# Sơn ca giọng đều
Sơn ca giọng đều (tên khoa học Mirafra passerina) là một loài chim thuộc họ Sơn ca.

## Phân bố
Loài chim này phân bố khá rộng, trên địa khắp sáu quốc gia châu Phi: Angola, Botswana, Namibia, Nam Phi, Zambia và Zimbabwe. Diện tích phân bố trên toàn cầu ước đạt 1.400.000 km².

## Môi trường sống
Môi trường sống tự nhiên của loài sơn ca này là các savan khô và các trảng cỏ vùng thấp, khô, cận nhiệt hoặc nhiệt đới.